# Marc Herlant
 (février 2018).
Si vous disposez d'ouvrages ou d'articles de référence ou si vous connaissez des sites web de qualité traitant du thème abordé ici, merci de compléter l'article en donnant les références utiles à sa vérifiabilité et en les liant à la section « Notes et références ».
Marc Herlant est un biologiste belge né à Bruxelles le 3 mars 1907 et mort à Saint-Rémy-de-Provence le 1er février 1986. Il a été un spécialiste mondialement connu de l'hypophyse (« le pape de l'hypophyse »).
Actuellement le prix Marc Herlant récompense de jeunes chercheurs en histologie ou biologie cellulaire de l'hypophyse.